# Großer Preis der Niederlande 1965
Der Große Preis der Niederlande 1965 (offiziell XIV Grote Prijs van Nederland) fand am 18. Juli auf dem Circuit Park Zandvoort in Zandvoort statt und war das sechste Rennen der Automobil-Weltmeisterschaft 1965.

## Berichte

### Hintergrund

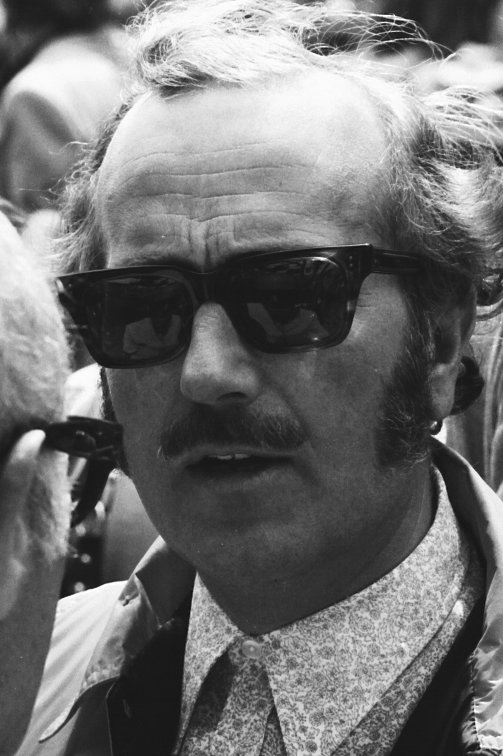
Colin Chapman wurde nach einer Prügelei mit Polizisten verhaftet.

Eine Woche nach dem Großen Preis von Großbritannien fand der Große Preis der Niederlande statt. Die Teams änderten in dieser kurzen Zwischenzeit nichts an den Wagen und auch das Fahrerfeld blieb zum großen Teil unverändert. Honda verzichtete weiterhin auf den Einsatz eines zweiten Wagens und meldete nur einen Honda RA272 für Richie Ginther. Bei Brabham setzte Jack Brabham erneut aus und überließ seinen Wagen Denis Hulme. Außerdem pausierte die Scuderia Centro Sud und Ian Raby Racing für ein weiteres Rennen.
Im Vorfeld zum Rennen geriet der Lotus-Teamchef Colin Chapman in eine Schlägerei mit Polizisten, nachdem ihm der Zugang zur Boxengasse verwehrt worden war. Chapman hatte nicht den richtigen Ausweis dabei und wurde deshalb von den Polizisten aufgehalten. Nachdem er unerlaubt die Strecke überquert hatte, führte dies nach dem Rennen zur Verhaftung, bei dem es erneut zu Prügelszenen kam. Auch Chapmans Frau wurde dabei leicht im Gesicht verletzt. Chapman wurde für eine Nacht inhaftiert, bei einem späteren Gerichtsverfahren jedoch freigesprochen.
Mit Joakim Bonnier, Graham Hill und Clark nahmen drei ehemalige Sieger am Rennen teil. Bei den Konstrukteuren waren zuvor Ferrari viermal, Lotus und B.R.M. jeweils zweimal und Cooper einmal siegreich. Nach drei Siegen in Folge und vier Siegen in der Saison führte Clark überlegen in der Fahrerwertung vor den beiden B.R.M.-Fahrern Hill und Jackie Stewart. Bei den Konstrukteuren lag Lotus mit fünf Zählern Vorsprung auf B.R.M. auf Rang eins. Dritter war Ferrari, die bereits 16 Punkte Rückstand auf Lotus hatten.

### Training
Die erste Trainingssitzung am Freitag begann unter kühlen, bewölkten Wetterbedingungen, es blieb jedoch trocken. In der Boxengasse wurde vor Trainingsbeginn neuer Asphalt aufgetragen, wodurch sich dieses um eine halbe Stunde verzögerte. Die ersten Bestzeiten fuhr Ginther, bevor Clark auf die Strecke ging und ihn unterbot. Auf den folgenden Rängen lagen Gurney, Hill und Stewart. Ireland verunfallte und blieb mit seinem Fahrzeug in einer der Sanddünen stecken, die als Streckenbegrenzung diente. Sein Fahrzeug wurde herausgezogen und er setzte das Training fort. Daraufhin wollten die Organisatoren des Grand Prix ihn disqualifizieren, irrten sich allerdings mit der Nummer und es wurde Bob Anderson für diese Trainingssitzung disqualifiziert. Die zweite Trainingssitzung fand am Freitagnachmittag statt. Einsetzende Regenfälle verhinderten das Verbessern der schnellsten Rundenzeiten. Hill war der Schnellste, allerdings 20 Sekunden langsamer als noch am Vormittag.
Am Samstag besserten sich die Wetterbedingungen, als die Sonne schien und es wärmer wurde. Die mangelhafte Organisation der Streckenposten und der Rennleitung zeigte sich erneut in einem Rahmenrennen, als nach einem Unfall den Fahrern innerhalb eines Streckenabschnittes sowohl die weiße, die gelbe, die gelbrote für Öl, als auch die rote Flagge gezeigt wurden. Da die Streckenposten aber nur schlecht sichtbar waren, mussten diese bis an den Streckenrand herantreten, um von den Fahrern wahrgenommen zu werden. Das Rahmenrennen der Formel-V-Wagen wurde daraufhin abgebrochen, obwohl niemand verletzt war und auch die vom Unfall betroffenen Fahrzeuge keine Gefahr darstellten. Im Training für die Automobil-Weltmeisterschaft verbesserte Hill seine Zeit und war neuer Erster. Clark hingegen konnte sich nicht verbessern, da sein Lotus Öl verlor und Motorenprobleme auftraten.
Hill erreichte seine dritte Pole-Position der Saison und zog damit mit Clark gleich, der in der Saison ebenfalls bereits dreimal von Startplatz eins ins Rennen ging. Clark wurde im Training Zweiter vor Ginther und John Surtees. Alle drei Fahrer fuhren die identische Rundenzeit. Dan Gurney startete das Rennen von Platz fünf, somit lagen fünf verschiedene Konstrukteure auf den ersten fünf Plätzen. Hinter Gurney qualifizierte sich Stewart auf Rang sechs vor Hulme, Mike Spence, Bruce McLaren und Joseph Siffert, der bester Fahrer mit Kundenfahrzeug wurde. Bandini qualifizierte sich nach technischen Schwierigkeiten an seinem Wagen im hinteren Feld auf Rang zwölf.

### Rennen
Ginther gewann den Start und übernahm die Führung vor Hill und Clark. Dahinter lagen Gurney, Stewart und Spence. Ginther führte zwei Jahre zuvor beim Großen Preis von Deutschland 1963 zuletzt ein Rennen an. Es waren die ersten Führungskilometer für Honda. Ginther gelang es jedoch nicht, sich von der Konkurrenz abzusetzen und verlor die Führung in der dritten Rennrunde an Hill. Anschließend wurde er zwei Umläufe später auch von Clark überholt. Danach verlor er weitere Positionen und fiel ins Mittelfeld zurück. An der Spitze wurde Hill von Clark überholt, der daraufhin sich einen Vorsprung auf die Konkurrenz herausfuhr. In der elften Runde schied Bob Anderson mit Motorschaden aus und fünf Runden später fiel auch Bonnier mit demselben Problem aus.
Clark vergrößerte seinen Vorsprung auf 1,5 Sekunden vor Hill, der von Gurney attackiert wurde. Durch diesen Zweikampf kam Stewart ebenfalls näher an seinen Teamkollegen Hill heran. Dahinter überholte Hulme sowohl Spence, als auch Surtees. Einige Runden später ging er an Ginther vorbei und war neuer Fünfter. Ginther fiel nach einem Dreher hinter Surtees auf Rang sieben zurück. Während Clark das Rennen kontrolliert anführte, entwickelte sich hinter ihm ein Dreikampf um den zweiten Platz. Gurney überholte Hill und verteidigte sich mehrere Runden gegen seine beiden Kontrahenten, bevor Stewart sich auf Rang zwei verbesserte. Sein Abstand zu Clark betrug zu diesem Zeitpunkt 6,5 Sekunden, doch Stewart verringerte diesen Abstand nur für kurze Zeit, bevor Clark erneut das Tempo erhöhte. Im Mittelfeld drehten sich unterdessen Ireland und Spence von der Strecke, setzten das Rennen aber fort. In Runde 37 schied McLaren mit defekten Differential aus, sein Teamkollege Rindt folgte elf Runden später und stellte ebenfalls seinen Wagen ab. Somit blieb Cooper für ein weiteres Rennen ohne Punkte.
In der zweiten Rennhälfte vergrößerten sich die Abstände zwischen den Fahrern die in den Punkterängen lagen, sodass es keine weiteren Duelle an der Spitze gab. Lediglich Hulme legte aufgrund eines sich andeutenden Motordefektes einen Boxenstopp ein, verlor dadurch aber keine Position. Gegen Rennende überholte Ginther Surtees im Kampf um Rang sechs und in der letzten Runde fiel Bandini hinter Spence zurück, nachdem sein Getriebe im zweiten Gang stecken blieb und er nicht mehr schalten konnte.
Clark gewann den Grand Prix mit acht Sekunden Vorsprung und verlängerte seine Siegesserie auf vier Rennen in Folge. Durch seinen fünften Sieg im fünften Rennen, an dem er in der Automobil-Weltmeisterschaft 1965 teilgenommen hatte, baute Clark seine Führung in der Fahrerwertung weiter aus und benötigte nur noch einen weiteren Sieg um vorzeitig Weltmeister zu werden und Lotus die Konstrukteursweltmeisterschaft zu sichern. Mit Hill, Stewart und Surtees hatten nur noch drei weitere Fahrer die theoretische Chance noch Weltmeister zu werden. Bei den Konstrukteuren waren das neben Lotus noch B.R.M. und Ferrari. Stewart kam mit seinem zweiten Platz bis auf einen Punkt in der Fahrerwertung an Hill heran, der im Rennen Vierter wurde. Gurney erreichte das Ziel als Dritter und erzielte die erste Podest-Platzierung für Brabham in der Saison. Dies war für ihn der Auftakt für weitere vier Podest-Platzierungen in den vier verbliebenen Saisonrennen. Weitere Punkte gingen an Hulme auf Rang fünf und Ginther auf Rang sechs. Surtees wurde Siebter vor Spence und Bandini, Ireland komplettierte die ersten Zehn.

## Meldeliste
| Team                        | Nr. | Fahrer          | Chassis      | Motor           | Reifen |
| --------------------------- | --- | --------------- | ------------ | --------------- | ------ |
| Scuderia Ferrari SpA SEFAC  | 02  | John Surtees    | Ferrari 1512 | Ferrari 1.5 V12 | D      |
| Scuderia Ferrari SpA SEFAC  | 02  | John Surtees    | Ferrari 158  | Ferrari 1.5 V8  | D      |
| Scuderia Ferrari SpA SEFAC  | 04  | Lorenzo Bandini | Ferrari 158  | Ferrari 1.5 V8  | D      |
| Team Lotus                  | 06  | Jim Clark       | Lotus 33     | Climax 1.5 V8   | D      |
| Team Lotus                  | 08  | Mike Spence     | Lotus 25     | Climax 1.5 V8   | D      |
| Owen Racing Organisation    | 10  | Graham Hill     | BRM P261     | BRM 1.5 V8      | D      |
| Owen Racing Organisation    | 12  | Jackie Stewart  | BRM P261     | BRM 1.5 V8      | D      |
| Brabham Racing Organisation | 14  | Denis Hulme     | Brabham BT11 | Climax 1.5 V8   | G      |
| Brabham Racing Organisation | 16  | Dan Gurney      | Brabham BT11 | Climax 1.5 V8   | G      |
| Cooper Car Company          | 18  | Bruce McLaren   | Cooper T77   | Climax 1.5 V8   | D      |
| Cooper Car Company          | 20  | Jochen Rindt    | Cooper T77   | Climax 1.5 V8   | D      |
| Honda R&D Co.               | 22  | Richie Ginther  | Honda RA272  | Honda 1.5 V12   | G      |
| Rob Walker Racing Team      | 26  | Joakim Bonnier  | Brabham BT7  | Climax 1.5 V8   | D      |
| Rob Walker Racing Team      | 28  | Joseph Siffert  | Brabham BT11 | BRM 1.5 V8      | D      |
| John Willment Automobiles   | 30  | Frank Gardner   | Brabham BT11 | BRM 1.5 V8      | D      |
| Reg Parnell Racing          | 34  | Richard Attwood | Lotus 25     | BRM 1.5 V8      | D      |
| Reg Parnell Racing          | 38  | Innes Ireland   | Lotus 25     | BRM 1.5 V8      | D      |
| DW Racing Enterprises       | 36  | Bob Anderson    | Brabham BT11 | Climax 1.5 V8   | D      |

Anmerkungen
1. ↑  John Surtees fuhr den Ferrari 1512 mit der Nummer 2 in den Trainingssitzungen und im Rennen.

## Klassifikationen

### Startaufstellung
| Pos. | Fahrer          | Konstrukteur   | Zeit   | Ø-Geschwindigkeit | Start |
| ---- | --------------- | -------------- | ------ | ----------------- | ----- |
| 01   | Graham Hill     | B.R.M.         | 1:30,7 | 166,43 km/h       | 01    |
| 02   | Jim Clark       | Lotus-Climax   | 1:31,0 | 165,88 km/h       | 02    |
| 03   | Richie Ginther  | Honda          | 1:31,0 | 165,88 km/h       | 03    |
| 04   | John Surtees    | Ferrari        | 1:31,0 | 165,88 km/h       | 04    |
| 05   | Dan Gurney      | Brabham-Climax | 1:31,2 | 165,51 km/h       | 05    |
| 06   | Jackie Stewart  | B.R.M.         | 1:31,4 | 165,15 km/h       | 06    |
| 07   | Denis Hulme     | Brabham-Climax | 1:32,0 | 164,07 km/h       | 07    |
| 08   | Mike Spence     | Lotus-Climax   | 1:32,2 | 163,72 km/h       | 08    |
| 09   | Bruce McLaren   | Cooper-Climax  | 1:32,6 | 163,01 km/h       | 09    |
| 10   | Joseph Siffert  | Brabham-B.R.M. | 1:32,9 | 162,48 km/h       | 10    |
| 11   | Frank Gardner   | Brabham-B.R.M. | 1:32,9 | 162,48 km/h       | 11    |
| 12   | Lorenzo Bandini | Ferrari        | 1:33,1 | 162,14 km/h       | 12    |
| 13   | Innes Ireland   | Lotus-B.R.M.   | 1:33,4 | 161,61 km/h       | 13    |
| 14   | Jochen Rindt    | Cooper-Climax  | 1:33,7 | 161,10 km/h       | 14    |
| 15   | Joakim Bonnier  | Brabham-Climax | 1:33,8 | 160,93 km/h       | 15    |
| 16   | Bob Anderson    | Brabham-Climax | 1:34,1 | 160,41 km/h       | 16    |
| 17   | Richard Attwood | Lotus-B.R.M.   | 1:34,6 | 159,56 km/h       | 17    |

### Rennen
| Pos. | Fahrer          | Konstrukteur   | Runden | Stopps | Zeit        | Start | Schnellste Runde |
| ---- | --------------- | -------------- | ------ | ------ | ----------- | ----- | ---------------- |
| 01   | Jim Clark       | Lotus-Climax   | 80     | 0      | 2:03:59,100 | 02    | 1:30,6 (05.)     |
| 02   | Jackie Stewart  | B.R.M.         | 80     | 0      | + 8,000     | 06    |                  |
| 03   | Dan Gurney      | Brabham-Climax | 80     | 0      | + 13,000    | 05    |                  |
| 04   | Graham Hill     | B.R.M.         | 80     | 0      | + 45,100    | 01    |                  |
| 05   | Denis Hulme     | Brabham-Climax | 79     | 1      | + 1 Runde   | 07    |                  |
| 06   | Richie Ginther  | Honda          | 79     | 0      | + 1 Runde   | 03    |                  |
| 07   | John Surtees    | Ferrari        | 79     | 0      | + 1 Runde   | 04    |                  |
| 08   | Mike Spence     | Lotus-Climax   | 79     | 0      | + 1 Runde   | 08    |                  |
| 09   | Lorenzo Bandini | Ferrari        | 79     | 0      | + 1 Runde   | 12    |                  |
| 10   | Innes Ireland   | Lotus-B.R.M.   | 78     | 0      | + 2 Runden  | 13    |                  |
| 11   | Frank Gardner   | Brabham-B.R.M. | 77     | 0      | + 3 Runden  | 11    |                  |
| 12   | Richard Attwood | Lotus-B.R.M.   | 77     | 0      | + 3 Runden  | 17    |                  |
| 13   | Joseph Siffert  | Brabham-B.R.M. | 55     | 0      | + 25 Runden | 10    |                  |
| –    | Jochen Rindt    | Cooper-Climax  | 48     | 0      | DNF         | 14    |                  |
| –    | Bruce McLaren   | Cooper-Climax  | 37     | 0      | DNF         | 09    |                  |
| –    | Joakim Bonnier  | Brabham-Climax | 16     | 0      | DNF         | 15    |                  |
| –    | Bob Anderson    | Brabham-Climax | 11     | 0      | DNF         | 16    |                  |

## WM-Stände nach dem Rennen
Die ersten sechs des Rennens bekamen 9, 6, 4, 3, 2, 1 Punkte. Es zählten nur die sechs besten Ergebnisse aus zehn Rennen. In der Konstrukteurswertung zählten dabei nur die Punkte des bestplatzierten Fahrers eines Teams.

### Fahrerwertung
| Pos. | Fahrer          | Konstrukteur                | Punkte |
| ---- | --------------- | --------------------------- | ------ |
| 01   | Jim Clark       | Lotus-Climax                | 45     |
| 02   | Graham Hill     | B.R.M.                      | 26     |
| 03   | Jackie Stewart  | B.R.M.                      | 25     |
| 04   | John Surtees    | Ferrari                     | 17     |
| 05   | Bruce McLaren   | Cooper-Climax               | 8      |
| 06   | Denis Hulme     | Brabham-Climax              | 8      |
| 07   | Lorenzo Bandini | Ferrari                     | 6      |
| 08   | Dan Gurney      | Brabham-Climax              | 5      |
| 09   | Mike Spence     | Lotus-Climax                | 4      |
| 10   | Jack Brabham    | Brabham-Climax              | 3      |
| 11   | Joseph Siffert  | Brabham-B.R.M.              | 2      |
| 12   | Richie Ginther  | Honda                       | 1      |
| 13   | Joakim Bonnier  | Brabham-Climax              | 0      |
| 14   | Paul Hawkins    | Lotus-Climax / Brabham-Ford | 0      |
| 15   | Bob Anderson    | Brabham-Climax              | 0      |

| Pos. | Fahrer          | Konstrukteur   | Punkte |
| ---- | --------------- | -------------- | ------ |
| 16   | Peter de Klerk  | Alfa Romeo     | 0      |
| 17   | Tony Maggs      | Lotus-B.R.M.   | 0      |
| 18   | Jochen Rindt    | Cooper-Climax  | 0      |
| 19   | Frank Gardner   | Brabham-B.R.M. | 0      |
| 20   | Lucien Bianchi  | B.R.M.         | 0      |
| 21   | Innes Ireland   | Lotus-B.R.M.   | 0      |
| 22   | Sam Tingle      | LDS-Alfa Romeo | 0      |
| 23   | Richard Attwood | Lotus-B.R.M.   | 0      |
| 24   | David Prophet   | Brabham-Ford   | 0      |
| 25   | Ronnie Bucknum  | Honda          | 0      |
| –    | Masten Gregory  | B.R.M.         | 0      |
| –    | John Love       | Cooper-Climax  | 0      |
| –    | Mike Hailwood   | Lotus-B.R.M.   | 0      |
| –    | Chris Amon      | Lotus-B.R.M.   | 0      |
| –    | John Rhodes     | Cooper-Climax  | 0      |

### Konstrukteurswertung
| Pos. | Konstrukteur   | Punkte |
| ---- | -------------- | ------ |
| 01   | Lotus-Climax   | 45     |
| 02   | B.R.M.         | 37     |
| 03   | Ferrari        | 20     |
| 04   | Brabham-Climax | 11     |
| 05   | Cooper-Climax  | 8      |
| 06   | Brabham-B.R.M. | 2      |

| Pos. | Konstrukteur   | Punkte |
| ---- | -------------- | ------ |
| 07   | Honda          | 2      |
| 08   | Brabham-Ford   | 0      |
| 09   | Alfa Romeo     | 0      |
| 10   | Lotus-B.R.M.   | 0      |
| 11   | LDS-Alfa Romeo | 0      |